# 이우재 (1936년)
이우재(李佑宰, 1936년 9월 13일~)는 대한민국의 농민운동가 출신 정치인이다. 제15·16대 국회의원을 지냈다.
서울대학교 수의학과 학생회장으로 4.19 혁명을 맞이했으며, 졸업 후 크리스천 아카데미에서 활동하다가 1980년 국가보안법 위반 혐의로 옥고를 치렀다.
1991년 민중당의 상임대표로 서울 구로구에 출마했으나 낙선하였고, 이후 민주자유당에 입당했다. 15대 총선에 신한국당 소속으로 당선되었고, 16대에는 8.8재보궐 선거에서 당선했다. 당선 후 국가보안법 개정에 반대하고 1996년 크리스마스의 노동법 날치기에 참가한 이유로 시민사회단체의 낙천대상이 되었다.

그러던 중 2003년 7월에 한나라당의 소장개혁파였던 이부영, 안영근, 김부겸, 김영춘과 함께 한나라당을 탈당한 뒤 천정배, 정동영, 신기남 등의 새천년민주당의 친노세력들과 함께 열린우리당을 창당한다.
그러나 17대 총선 후보 경선에서 민주당 지구당위원장이었던 이목희에 패한 뒤 2005년 4월부터 2008년 4월까지 한국마사회 회장을 지내고 정계에서 은퇴했다.

## 학력
- 예산농업고등학교 졸업
- 서울대학교 농과대학 수의학과 학사
- 건국대학교 대학원 경제학 석사

## 특기 사항
마사회장으로 재직하던 2007년 7월 31일 교통사망사고를 내었다. 300여 미터를 더 운전하고, 사고 10분 뒤 119 신고를 해 뺑소니 의혹을 받았다.

## 역대 선거 결과
|  | 20.40% |

|  | 37.31% |

|  | 39.96% |

|  | 54.04% |

## 소속 정당
| 소속 정당 | 소속 정당  | 소속 기간 | 비고           |
| --------- | ---------- | --------- | -------------- |
|           | 민중당     | 1990~1992 | 창당 정계 입문 |
|           | 무소속     | 1992~1994 | 정당 해산      |
|           | 민주자유당 | 1994~1995 | 입당           |
|           | 신한국당   | 1995~1997 | 당명 변경      |
|           | 한나라당   | 1997~2003 | 합당           |
|           | 무소속     | 2003      | 탈당           |
|           | 열린우리당 | 2003~2005 | 창당           |
|           | 무소속     | 2005~현재 | 탈당 정계 은퇴 |

## 같이 보기
- 금천구 (선거구)
- 서울 금천구의 국회의원